# Fédération internationale des journalistes
Pour les articles homonymes, voir FIJ et IFJ.
 (avril 2020).
Si vous disposez d'ouvrages ou d'articles de référence ou si vous connaissez des sites web de qualité traitant du thème abordé ici, merci de compléter l'article en donnant les références utiles à sa vérifiabilité et en les liant à la section « Notes et références ».
La Fédération internationale des journalistes ou FIJ (en anglais, International Federation of Journalists ou IFJ) est une fédération syndicale internationale qui rassemble environ 600 000 professionnels des médias dans 187 syndicats et organisations dans 146 pays du monde. Son siège social est à Bruxelles en Belgique (155, rue de la Loi).

## Histoire
La Fédération internationale des journalistes est fondée en 1926 à Paris, à l’initiative du Syndicat national des journalistes (SNJ). Elle rassemble alors environ 25 000 journalistes issus d’une vingtaine d’États et a pour premier président le grand reporter français Georges Bourdon. Ses bureaux se trouvent alors à Paris.
Avec l’occupation de la France par l’Allemagne nazie, la Deuxième Guerre mondiale met de fait fin aux activités de la Fédération à Paris. Quelques syndicats décident alors de former à Londres la Fédération internationale des journalistes des pays alliés ou libres (FIJPAL), dont le premier congrès a lieu en 1941. La FIJPAL est dissoute en 1946, au terme du conflit mondial, et devient alors l’Organisation internationale des journalistes (OIJ).
Sous l’effet de la Guerre froide, la Fédération internationale des journalistes est relancée en 1952 lors d’un Congrès mondial à Bruxelles auquel participent 49 délégués. Elle sera concurrencée par l’OIJ, basée à Prague et composée essentiellement de syndicats nationaux de journalistes d’Europe centrale et orientale et de pays en développement, jusque dans les années 1990.
La FIJ est reconnue officiellement par le Conseil économique et social des Nations unies (Ecosoc) et par l’Unesco.
En 1954, à Bordeaux, le deuxième Congrès de la Fédération aboutit à l’adoption par 21 syndicats issus de 18 pays et représentant plus de 43 000 professionnels des médias du Code de principe de la FIJ sur la Conduite des journalistes, le premier texte déontologique pour les journalistes à bénéficier d’une reconnaisse internationale.
La mort progressive de l’OIJ dans les années 1990 donne un nouvel élan à la FIJ, qui se nourrit des adhésions de syndicats nationaux d’États non-alignés ou appartenant à l’ex-bloc soviétique. À cette période, la Fédération amorce aussi un mouvement de régionalisation et encourage la formation de bureaux régionaux en Europe, en Afrique, en Asie-Pacifique et en Amérique latine.
En 2019, le 30e Congrès de la Fédération est organisé en Tunisie, à Tunis. À cette occasion, 300 délégués issus de plus de 100 pays adoptent la Charte mondiale d’éthique des journalistes, qui renforce les normes définies par le Code de principe de 1954.
La Fédération internationale des journalistes soutient et coordonne l’action des syndicats de journalistes à travers le monde dans la défense de leurs droits et la promotion de la liberté de la presse.

## Organisation
Le Secrétariat central de la Fédération internationale des journalistes se trouve à Bruxelles. La Fédération comprend des groupes régionaux : Asie-Pacifique, Afrique (Fédération africaine des journalistes - FAJ), Amérique latine (Federación de Periodistas de América Latina y el Caribe -FEPALC) et Europe (Fédération européenne des journalistes - FEJ). Elle dispose de bureaux régionaux à Bruxelles, Dakar (Sénégal), Sydney (Australie) et Buenos Aires (Argentine).
La Fédération est présidée depuis le 1er juin 2022 par la journaliste et syndicaliste française Dominique Pradalié (d), qui a fait sa carrière à l'ORTF et à France Télévisions et était depuis 6 ans au comité exécutif de la FIJ. Elle succède au journaliste et syndicaliste marocain Younès Mjahed (d) et a pour secrétaire général  Anthony Bellanger (d), journaliste et syndicaliste français.

## Référence
1. 1 2 3 4  (en) « IFJ Special Magazine "90 years of stories" », sur ifj.org (consulté le 23 juillet 2019)
2. ↑  (en) « List of non-governmental organizations in consultative status with the Economic and Social Council as of 1 September 2018* », sur csonet.org, 2018 (consulté le 31 juillet 2019)
3. ↑  « Le Comité directeur international », sur unesco.org (consulté le 20 septembre 2016)
4. ↑  « Les chartes du journaliste - Code de Principes de la FIJ, Déclaration de Bordeaux, 1954 », sur snj.fr (consulté le 31 juillet 2019)
5. ↑  « Le 30e Congrès de la FIJ débute la semaine prochaine à Tunis », sur ifj.org (consulté le 31 juillet 2019)
6. ↑  « La FIJ propose une nouvelle Charte mondiale d’éthique des journalistes », sur ifj.org (consulté le 31 juillet 2019)
7. ↑  « Charte mondiale d’éthique des journalistes », sur ifj.org (consulté le 31 juillet 2019)
8. ↑  « À propos de la FIJ », sur ifj.org (consulté le 26 juillet 2019)
9. ↑  « SECRÉTARIAT DE LA FIJ », sur ifj.org (consulté le 20 septembre 2016)
10. ↑  « À propos de la FAJ », sur ifj.org (consulté le 31 juillet 2019)
11. ↑  « La Fédération des journalistes d'Amérique latine et des Caraïbes (FEPALC) », sur ifj.org (consulté le 31 juillet 2019)
12. ↑  « Où », sur ifj.org (consulté le 31 juillet 2019)
13. ↑  « Une ex-journaliste de France Télévision élue à la présidence de la FIJ » publié le 2 juin 2022,  Agence Belga sur rtl.be
14. ↑  Mahad, « Fédération Internationale des Journalistes : Younes Mjahed élu à la tête de la FIJ », sur lanation.dj (consulté le 31 juillet 2019)
15. ↑  « Anthony Bellanger, nouveau Secrétaire général de la FIJ », sur ifj.org (consulté le 20 septembre 2016)